# Idols

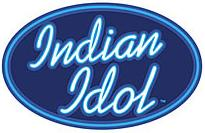
Logotypen för indiska Idol.

Idols är ett programformat för television kopplat till 19 TV och Fremantle. Formatets upphovsman är engelske tv-producenten och artistmanagern Simon Fuller som även skapat So You Think You Can Dance samt är, eller har varit, manager åt David- och Victoria Beckham, Claudia Schiffer, Annie Lennox, Andy Murray, Spice Girls och Carrie Underwood.
Den första serien av Idols var brittiska Pop Idol som hade premiär på ITV i Storbritannien den 6 oktober 2001. Den brittiska, första versionen, producerades av Thames Television. Formatet går i korthet ut på att man ska finna en ny popstjärna. För att hitta en sådan anordnas auditioner där en jury får välja ut vilka som ska gå vidare i tävlingen. Programmet utvecklas sedan till ett direktsänt program där de kvarvarande deltagarna slås ut en i taget tills det finns en vinnare. Juryordföranden Simon Cowells medverkan i originalprogrammet var så framgångsrik att när den amerikanska versionen av formatet skulle lanseras hade Cowell en given plats i jury. Idag (2009) är American Idol USA:s i särklass mest sedda TV-underhållning.
Anledningen till att formatet internationellt såldes som Idols och inte Pop Idol är att ordet "Pop" fått avskaffats efter en juridisk tvist med skaparna av programmet Popstars. Här handlade det om att ta ut en ung popidol. Den 9 februari 2002 stod Will Young som den första säsongens slutsegrare. En andra säsong, som avslutades den 20 december 2003, vanns av Michelle McManus.
I tabellen nedan finns några av versionerna:
| Land                                      | Namn                                             | TV-kanal              | Vinnare |
| ----------------------------------------- | ------------------------------------------------ | --------------------- | --- |
| Australien                                | Australian Idol                                  | Network Ten           | Guy Sebastian, Casey Donovan, Kate DeAraugo |
| Arabförbundet                             | Super Star                                       | Future                | Diana Karazon, Ayman El Aatar, Ibrahim El Hakami |
| Armenien                                  | Haj Superstar                                    | Shant TV              | Susanna Petrosian, Lusine Aghabekjan, Lusi Harutunjan, Raffi Ohanjan |
| Belgien                                   | Idool 2003, Idool 2004                           | VTM                   | Peter Evrard, Joeri Fransen |
| Brasilien                                 | Ídolos Brasilien                                 | SBT                   | |
| Danmark                                   | Idols                                            | TV3 Danmark           | Christian Mendoza, Rikke Emma Niebuhr |
| Estland                                   | Eesti otsib superstaari                          | TV3 Estland           | Birgit Õigemeel |
| Finland                                   | Idols                                            | MTV3                  | Hanna Pakarinen, Ilkka Jääskeläinen, Ari Koivunen, Koop Arponen |
| Frankrike                                 | A La Recherche De La Nouvelle Star/Nouvelle Star | M6                    | Jonatan Cerrada, Steeve Estatof, Myriam Morea |
| Georgien                                  | Sakartvelos varskvlavi                           | Rustavi 2             | Tiko Tjuluchadze, Ani Kekua, Giorgi Suchitasjvili, Nodiko Tatisjvili, Otar Nemsadze |
| Grekland                                  | Super Idol                                       | MEGA                  | Stavros Konstantinou |
| Indien                                    | Indian Idol                                      | SET                   | Abhijeet Sawant, Sandeep Acharya |
| Indonesien                                | Indonesian Idol                                  | RCTI                  | Joy Destiny Tobing, Michael Prabawa Mohede, Ihsan Tarore, Rini Wulandari |
| Island                                    | Idol                                             | Stöð 2                | Kalli Bjarni, Hildur Vala Einarsdóttir, Snorri Snorrasson |
| Kanada                                    | Canadian Idol                                    | CTV                   | Ryan Malcolm, Kalan Porter, Melissa O'Neil, Eva Avila, Brian Melo |
| Kazakstan                                 | SuperStar KZ                                     | Perviy Kanal Evraziya | Almas Kishkenbayev, Kayrat Tuntekov |
| Kroatien                                  | Hrvatski Idol                                    | Nova                  | Žanamari Lalić, Patrick Jurdić |
| Malaysia                                  | Malaysian Idol                                   | 8TV/TV3               | Jaclyn Victor, Daniel Lee Chee Hun |
| Nederländerna                             | Idols Nederländerna                              | RTL4                  | Jamai Loman, Boris Titulaer, Raffaëla Paton |
| Norge                                     | Idol                                             | TV 2                  | Kurt Nilsen, Kjartan Salvesen, Jorun Stiansen, Aleksander Denstad With |
| Nya Zeeland                               | NZ Idol                                          | TV2 Nya Zeeland       | Ben Lummis, Rosita Vai |
| Polen                                     | Idol Polen                                       | Polsat                | Alicja Janosz, Krzysztof Zalewski, Monika Brodka, Maciek Silski |
| Portugal                                  | Ídolos Portugal                                  | SIC                   | Nuno Norte, Sérgio Lucas |
| Ryssland                                  | Народный Артист                                  | RTR                   | Aleksey Goman, Ruslan Aljachno |
| Serbien och Montenegro och Nordmakedonien | Idol Serbien, Montenegro och Makedonien          | BKTV                  | Cveta Majtanović, Mina Laličić |
| Singapore                                 | Singapore Idol                                   | Channel Five          | Taufik Batisah |
| Slovakien                                 | Slovensko Hľadá SuperStar                        | Svensk TV-produktion  | Katarína Koščová, Peter Cmorik |
| Sverige                                   | Idol                                             | TV4                   | Daniel Lindström, Agnes Carlsson, Markus Fagervall, Marie Picasso, Kevin Borg, Erik Grönwall, Jay Smith, Amanda Fondell, Kevin Walker, Lisa Ajax, Martin Almgren, Liam Cacatian Thomassen, Chris Kläfford, Sebastian Walldén, Tusse Chiza, Nadja Holm, Birkir Blær, Nike Sellmar |
| Sydafrika                                 | Idols                                            | M-Net                 | Heinz Winckler, Anke Pietrangeli, Karin Kortje |
| Tjeckien                                  | Česko Hledá SuperStar                            | NOVA TV               | Aneta Langerová, Vlastimil Horváth |
| Turkiet                                   | Turkstar                                         | Kanal D               | Emrah Keskin |
| Tyskland                                  | Deutschland sucht den Superstar                  | RTL                   | Alexander Klaws, Elli Erl, Tobias Regner, Mark Medlock |
| USA                                       | American Idol                                    | Fox                   | Kelly Clarkson, Ruben Studdard, Fantasia Barrino, Carrie Underwood, Taylor Hicks, Jordin Sparks, David Cook, Kris Allen, Lee DeWyze, Scotty McCreery |
| Västra Afrika                             | West African Idol                                | ?                     | Timi Dakolo |

## Källhänvisningar
1. ↑  "Pop Idol (2001–2003)". IMDb. Läst 7 juli 2014.